# Liste du patrimoine immobilier classé d'Orp-Jauche
Cette page regroupe l'ensemble du patrimoine immobilier classé de la ville belge d'Orp-Jauche.
| Objet                                                            | Année de construction / Architecte | Adresse                       | Section communale | Coordonnées                      | Numéro d’inventaire | Illustration                                                |
| ---------------------------------------------------------------- | ---------------------------------- | ----------------------------- | ----------------- | -------------------------------- | ------------------- | ----------------------------------------------------------- |
| La ferme Le Cerf ou Hicquet (M) et les terrains environnants (S) |                                    | Rue de Branchon 2             | Jandrenouille     | 50° 39′ 27″ nord, 4° 58′ 40″ est | 25120-CLT-0001-01   | Image manquanteTéléverser                                   |
| Église Saint-Pierre de Jandrain                                  |                                    |                               | Jandrain          | 50° 40′ 27″ nord, 4° 58′ 46″ est | 25120-CLT-0002-01   |                                                             |
| La façade principale et les deux tours du château de Jauche      |                                    |                               | Jauche            | 50° 40′ 55″ nord, 4° 57′ 19″ est | 25120-CLT-0003-01   | La façade principale et les deux tours du château de Jauche |
| La tourelle d'entrée de l'habitation                             |                                    | Rue de la Cure n°22           | Jauche            | 50° 40′ 54″ nord, 4° 57′ 11″ est | 25120-CLT-0004-01   | Image manquanteTéléverser                                   |
| L'église Saint-Martin                                            |                                    |                               | Marilles          | 50° 42′ 27″ nord, 4° 57′ 11″ est | 25120-CLT-0005-01   | L'église Saint-Martin                                       |
| Église Sainte-Adèle-et-Saint-Martin d'Orp-le-Grand               | 11e;17e siècle                     | Place du 11e Dragons Français | Orp-le-Grand      | 50° 42′ 12″ nord, 4° 59′ 29″ est | 25120-CLT-0006-01   | Église Sainte-Adèle-et-Saint-Martin d'Orp-le-Grand          |
| Chœur et sacristie de la chapelle Notre-Dame                     | 13e siècle                         | Place Albert Dupont           | Orp-le-Petit      | 50° 42′ 02″ nord, 4° 58′ 54″ est | 25120-CLT-0007-01   | Image manquanteTéléverser                                   |
| Puits aux grottes: grottes et terrains environnants              |                                    |                               | Folx-les-Caves    | 50° 40′ 01″ nord, 4° 56′ 20″ est | 25120-CLT-0008-01   | Image manquanteTéléverser                                   |
| Les anciennes carrières souterraines de Folx-les-Caves           |                                    |                               | Folx-les-Caves    | 50° 40′ 01″ nord, 4° 56′ 20″ est | 25120-PEX-0001-01   | Les anciennes carrières souterraines de Folx-les-Caves      |
| la "grange à la dîme" englobée dans la ferme Germeau             | 1744                               | Rue du Prédécipe, 7           | Marilles          | 50° 42′ 29″ nord, 4° 57′ 13″ est | 25120-CLT-0010-01   | Image manquanteTéléverser                                   |